# Ortygospiza
Az Ortygospiza a madarak osztályának verébalakúak (Passeriformes) rendjébe és a díszpintyfélék (Estrildidae) családjába tartozó nem.

## Rendszerezés
A nembe az alábbi 4 faj tartozik
- fürjasztrild (Ortygospiza atricollis) – (Vieillot, 1817)
  - Ortygospiza atricollis atricollis – (Vieillot, 1817)
  - Ortygospiza atricollis ansorgei – (Ogilvie-Grant)
  - Ortygospiza atricollis igandae – (van Someren)
  - Ortygospiza atricollis fuscocrissa – (Heuglin, 1863)
  - Ortygospiza atricollis muelleri – (Zedlitz, 1911)
  - Ortygospiza atricollis smithersi – (Benson)
  - Ortygospiza atricollis pallida – (Roberts)
- Ortygospiza fuscocrissa
- vöröscsőrű fürjasztrild (Ortygospiza gabonensis) – (Lynes, 1914)
  - Ortygospiza gabonensis gabonensis – (Lynes, 1914)
  - Ortygospiza gabonensis fuscata – (W. Sclater)
  - Ortygospiza gabonensis dorsostriata – (van Someren)
- vörösszárnyú fürjasztrild (Ortygospiza locustella) – (Neave, 1909)
  - Ortygospiza locustella locustella – (Neave, 1909)
  - Ortygospiza locustella uelensis – (Chapin, 1916)